# LED-Scheinwerfer

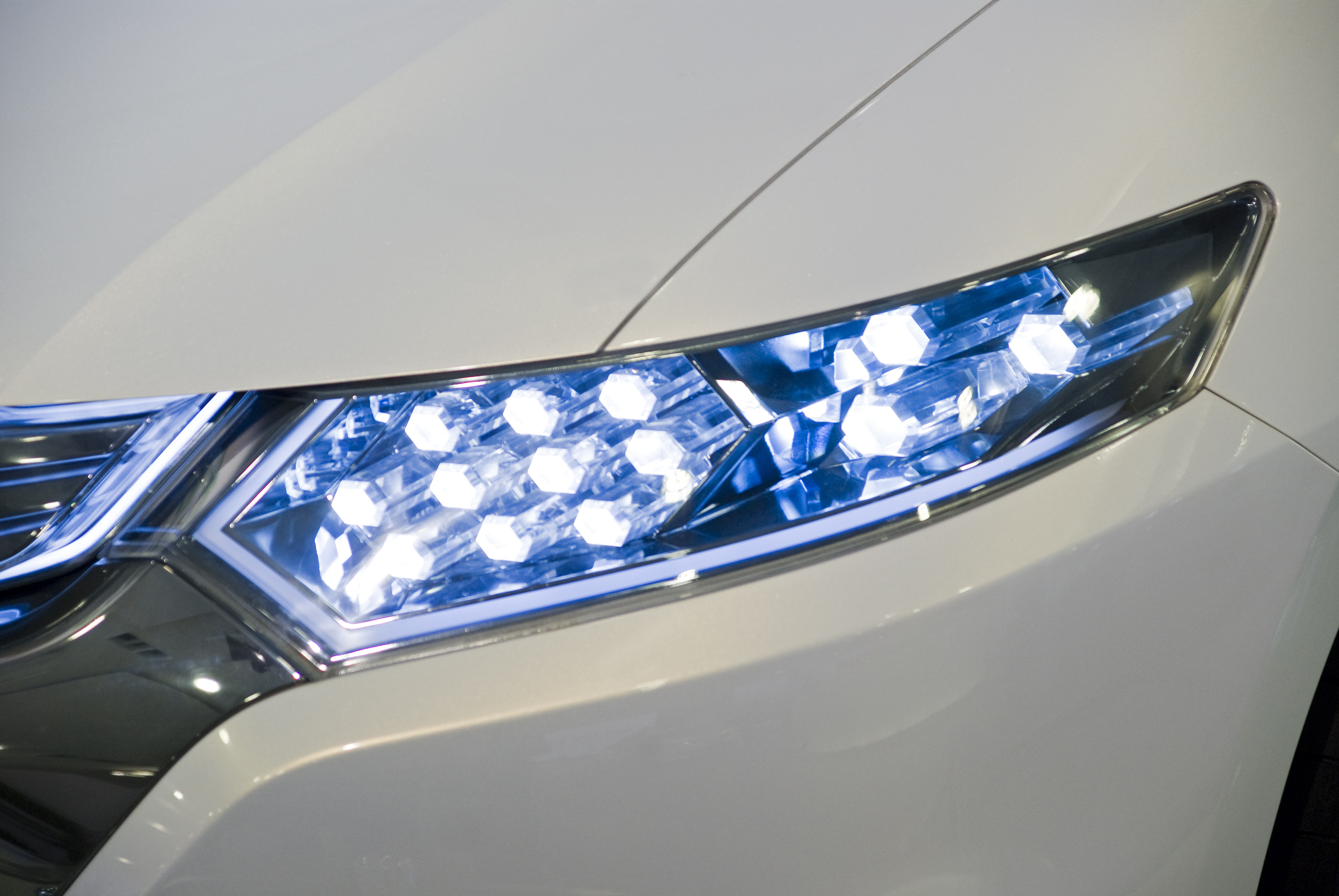
LED-Scheinwerfer an einem PKW

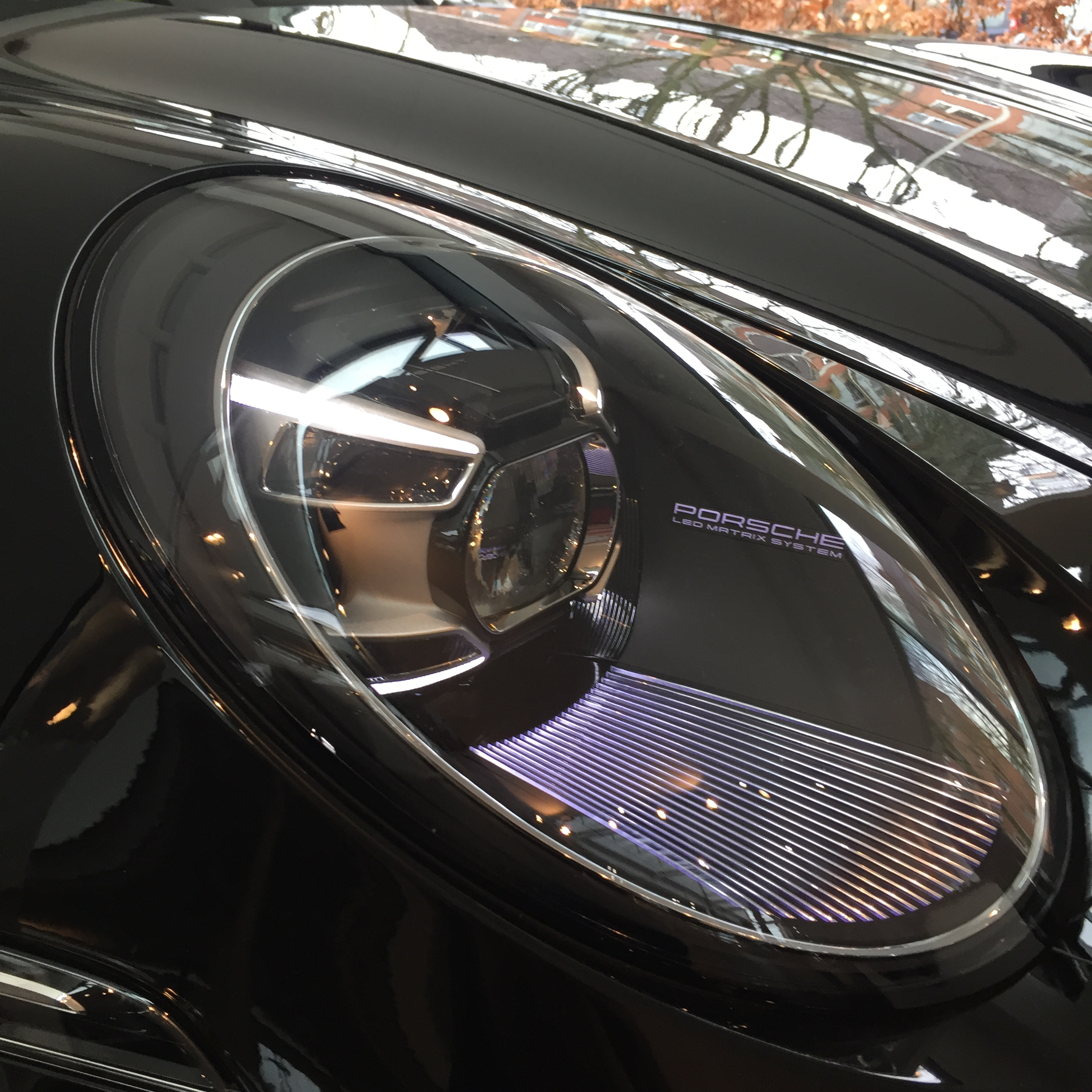
Matrix-LED-Scheinwerfer an einem Porsche 992

LED-Scheinwerfer sind Scheinwerfer, bei denen Leuchtdioden (kurz: LEDs, d. h. Licht emittierende Dioden, englisch light emitting diode) als Leuchtmittel eingesetzt werden.

## Funktionsprinzip & Aufbau

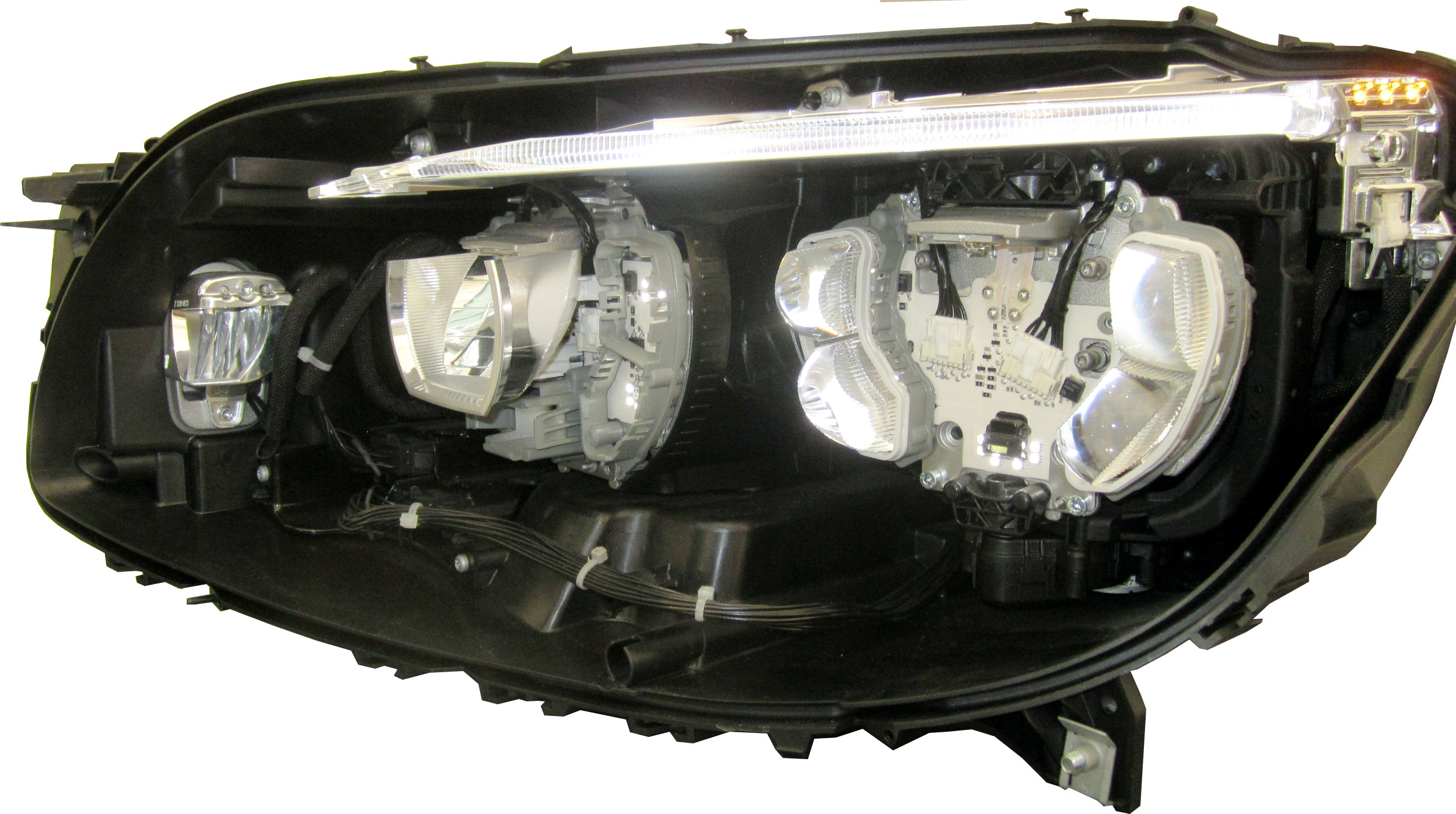
Innenansicht eines Auto-LED-Scheinwerfers mit Linsen-, Spiegel- und Lichtleitersystemen

LEDs sind lichtemittierende Halbleiter-Bauelemente. Fließt durch die Diode elektrischer Strom in Durchlassrichtung, so strahlt sie Licht, Infrarotstrahlung oder auch Ultraviolettstrahlung ab. Die Wellenlänge des Lichts hängt vom Halbleitermaterial und der Dotierung ab. Elektrische Energie wird, im Vergleich zu Glühlampen, mit relativ geringen Wärmeverlusten in Licht umgewandelt. Dabei wird Licht sehr schmalbandig emittiert, sodass einfarbige LED häufig Rot, Grün und Blau leuchten. Zur Erzeugung von breitbandigem bzw. weißem Licht können entweder unterschiedlich farbige LEDs ihre Farbspektren überlagern oder es werden einfarbige LED mit photolumineszierendem Farbstoff kombiniert. Damit kann kurzwelliges, höherenergetisches Licht wie das blaue Licht der LED in langwelligeres Licht umgewandelt werden. Die Wahl der Leuchtstoffe kann variieren und legt die Farbtemperatur des emittierten Lichtes fest.
Da einzelne, kleinere LEDs im Vergleich zu Glüh- oder Xenon-Gasentladungslampen einen geringen Lichtstrom besitzen, werden meist mehrere LEDs flächig gebündelt in sogenannten LED-Modulen zusammengeschaltet. Dabei kann jede LED mit einer eigenen Bündelungsoptik versehen oder eine gemeinsame Optik für das gesamte Modul verwendet werden.
Zur Bündelung können Linsen, Parabolspiegel oder verschiedene Kombinationen daraus für jede einzelne LED oder auch für ganze Module verwendet werden. Die einzelnen Abstrahlcharakteristiken mitteln sich mit ihren Fehlern (Ausrichtung und Abstrahlwinkel) zur Gesamt-Richtwirkung, die bisher jedoch noch weit geringer ist als die mit Glühlampen oder Gasentladungslampen (Hochdruck-Kurzbogenlampen) erreichbare. Bei größeren LED-Scheinwerfern ist ein Thermomanagement notwendig, da LEDs aufbaubedingt temperaturempfindlich sind. Häufig werden einfache Kühlkörper verwendet, um eine ausreichende Kühlung sicherzustellen. Auch kann das Gehäuse bzw. der Geräteträger als Kühlkörper genutzt werden. Die LEDs werden in kleineren Gruppen in Reihe und diese wiederum parallel zu einer Matrix (array) zusammengeschaltet und aus einer Konstantstromquelle mit Schutzschaltungen versorgt.
Bei Gleichstrom besteht die Stromquelle im einfachsten Fall aus einem Widerstand, bei größeren Scheinwerfern einer elektronischen Schaltung oder einem Schaltregler. Wird Wechselstrom verwendet, sind elektronische Vorschaltgeräte notwendig,  welche im einfachsten Fall aus Kleinsttransformator, Vorschalt-Kondensator, einem Gleichrichter und einem Glättungskondensator bestehen.
Bei höherwertigen Scheinwerfern ermöglicht die Elektronik viele Funktionen, wie etwa eine Lichtstromnachführung zur Vorbeugung der Degradation der LED, eine Helligkeitsregelung und bei mehrfarbigen Scheinwerfern die kontinuierliche Änderung der Lichtfarbe durch additive Farbmischung von LEDs der Grundfarben Rot, Grün und Blau.

## Einsatz
LED-Scheinwerfer ersetzen zunehmend andere Scheinwerfer, weil sie langsamer altern, weniger Wärmeverluste haben und gegenüber Glühlampen weniger Energie für den gleichen Lichtstrom benötigen. LED-Scheinwerfer werden in Effektbeleuchtungen, Lichtshows, Bühne und Diskotheken in Kombination mit Lichtsteuerungen verwendet. Es sind keine Farbwechselmechanik oder Farbfilter mehr notwendig. Auch Operationsleuchten verwenden LED. Die Lichtmikroskopie nutzt kleine LED-Strahler. Kleine LED-Scheinwerfer ersetzen zunehmend Halogen-Kaltlichtspiegellampen für Netzbetrieb und für Betrieb an einem 12-Volt-Netztransformator, wie er auch für Halogen-Niedervolt-Systeme verwendet wird. Ringförmige Leuchten aus vielen selbstbündelnden weißen oder einfarbigen LEDs werden bei der Objekterkennung in der Automatisierungstechnik eingesetzt.
Infrarot-LED-Scheinwerfer werden zum Objektschutz mittels Überwachungskameras eingesetzt.

## Lebensdauer
Einzel-LEDs haben je nach Herstellerangabe eine Lebensdauer von bis zu 100.000 Stunden. Die Angaben beziehen sich dabei immer auf die Lichtstromabnahme der LED, sodass diese problemlos über ihre angegebene Lebensdauer betrieben werden können. Dabei sinkt der Wirkungsgrad und somit die Lichtausbeute. Auch sind die vorgeschalteten Elektroniken den gleichen Umgebungsbedingungen ausgesetzt und altern ebenso. Die Lebensdauer der LED ist stark temperaturabhängig. LEDs in Leuchtmitteln werden häufig bei Temperaturen über 74 °C betrieben, wodurch sich ihre Lebensdauer auf 15.000 bis 45.000 Stunden reduziert.
Im Wechselstromnetz wird mit Gleichrichtern und stromkonstanten Abwärtswandlern gearbeitet, um sie verlustarm im optimalen Betriebszustand zu halten.

## LED-Scheinwerfer an Fahrzeugen
Bei der Fahrzeugbeleuchtung sind LED-Scheinwerfer technisch möglich und finden immer weitere Verbreitung. Lange Zeit waren die LED zu schwach und die Geometrie des Lichtkegels (Abblendlicht) bereitete Schwierigkeiten. Inzwischen sind besonders bei Personenkraftwagen auch adaptive LED-Scheinwerfer in Gebrauch, die gegenüber konventionellen Scheinwerfern Vorteile bieten.
Die Leuchtgeometrie und die Funktionen werden mit Spiegeln oder Linsen realisiert. Aufgrund der schnellen Steuerbarkeit vieler einzelner LED kann oft auf bewegte Teile verzichtet werden.
Eine Kfz-Halogenglühlampe mit 55 W erzeugt einen Lichtstrom von ca. 1.200 bis 1.500 Lumen, eine LED-Lampe erreicht bis zu 3.000 Lumen.

### Personenkraftwagen

#### Geschichte

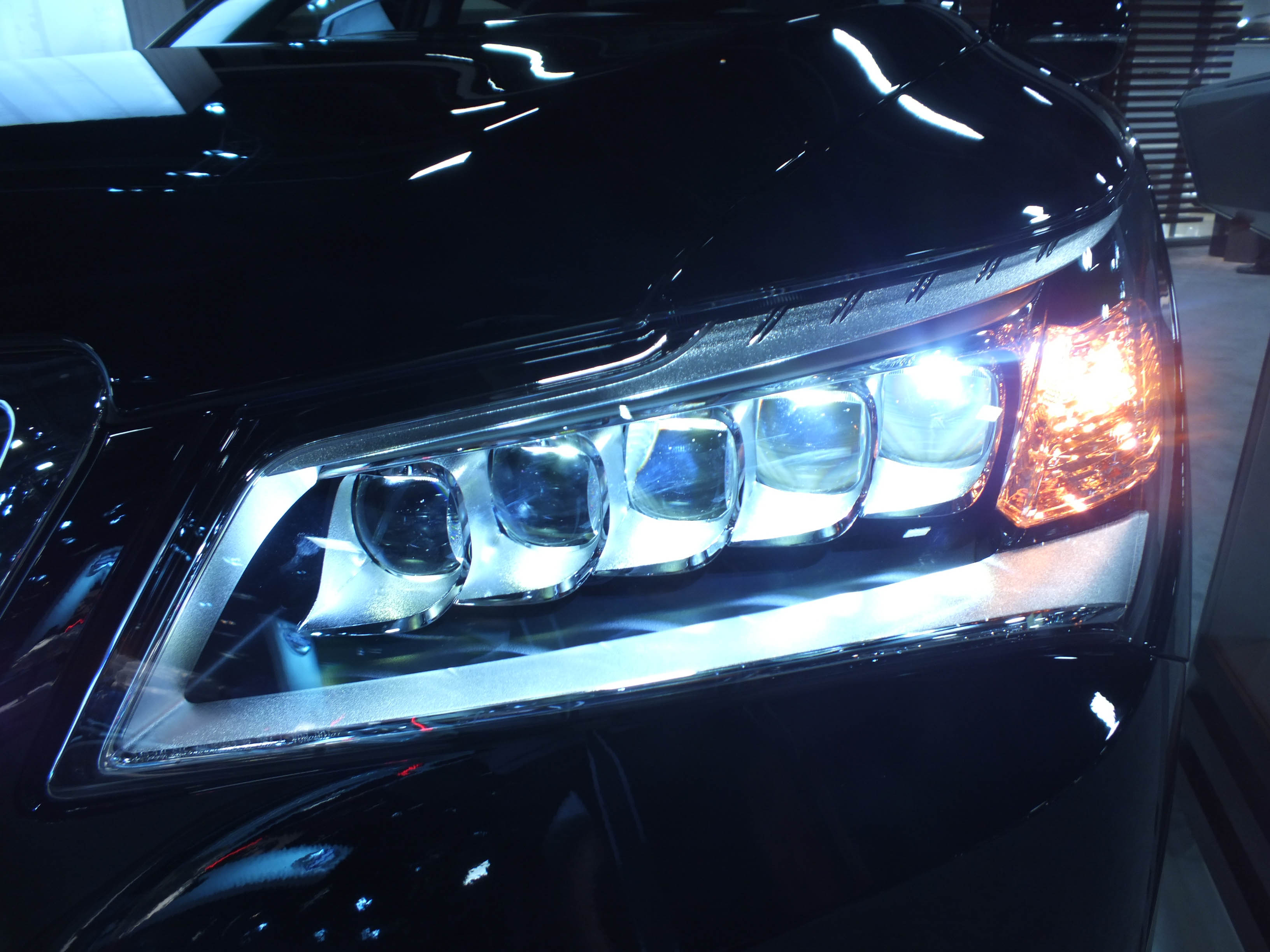
LED-Scheinwerfer des Acura RLX

1992 wurden LEDs für die Dritte Bremsleuchte eingesetzt.
1998 kamen die ersten Kombinationsheckleuchten auf den Markt, in denen Rücklicht, Blinker und Bremslicht von LEDs übernommen wurde (Maserati 3200 GT).

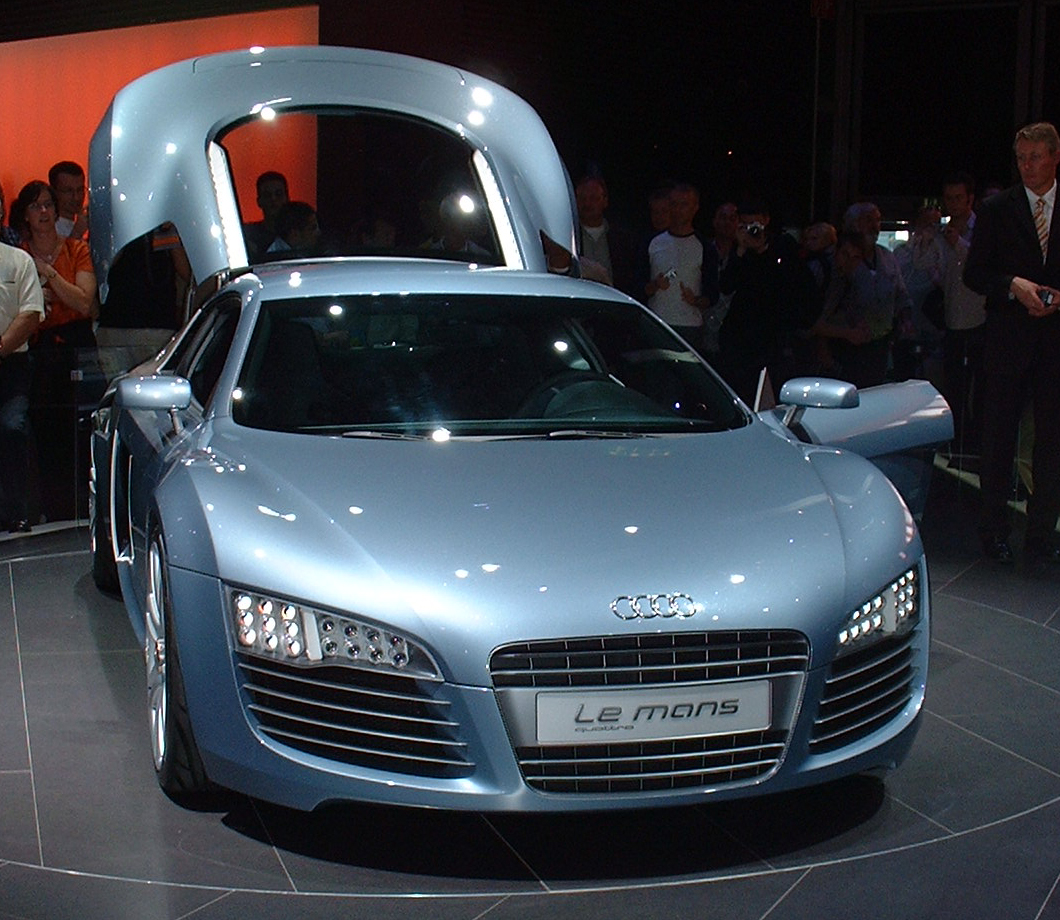
Audi-Studie LeMans aus dem Jahr 2003, der Basis für den R8 und schon damals mit LED-Scheinwerfern

Seit den 2000er Jahren werden in Rückleuchten als Rücklicht, Bremslicht, Standlicht und Blinker verbreitet LED verwendet.
Erst im Jahre 2003 präsentierte das Unternehmen Hella auf der IAA in Frankfurt am Main den ersten Voll-LED-Hauptscheinwerfer, der die lichttechnischen Anforderungen des Gesetzgebers erfüllte.
2005 stellte die Fa. Hella einen LED-Scheinwerfer vor, der beim Abblendlicht die gleiche Lichtleistung wie ein Xenonscheinwerfer erzielt. Der damit bestückte Golf-V-Prototyp zeigte, dass die technischen Möglichkeiten für Voll-LED-Scheinwerfer vorhanden waren.
Ende 2006 zeigten Audi/Automotive Lighting den Audi R8 mit optionalem Voll-LED-Scheinwerfer mit integriertem Blinker, Positionslicht und Tagfahrlicht, verfügbar ab Sommer 2008. Auch der Lexus LS 600h hatte serienmäßig LED-Abblendlicht und war ab Sommer 2007 erhältlich.
Daimlers Mercedes-Benz C 218 hatte das sogenannte „Intelligent Light System“ als Sonderausstattung. Adaptive LED-Scheinwerfer gab es seit 2011 beim Audi A6 (hier Adaptive Forward Lighting genannt), im BMW F12, bei BMW, ab 2012 war Rolls-Royce (BMW) der erste Hersteller, der eine gesamte Baureihe serienmäßig mit (Voll-)LED-Scheinwerfern ausstattet.
2015 führte Opel als erster Hersteller ein Voll-LED-Matrix-Lichtsystem in der Kompaktklasse beim Opel Astra K ein.

#### Elektrisch gesteuerte LED-Scheinwerfer

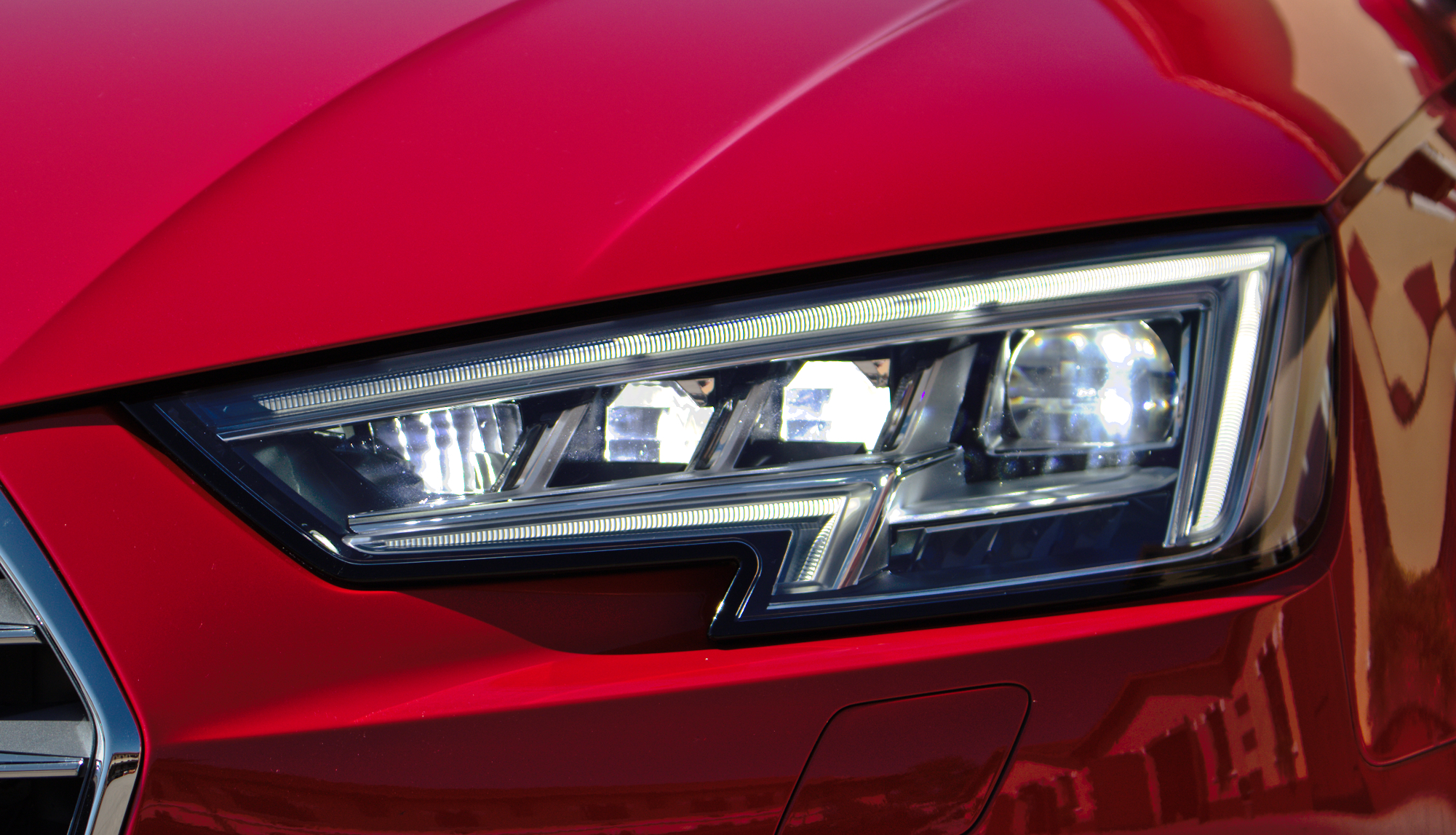
Audi A4: Matrix-LED-Scheinwerfer

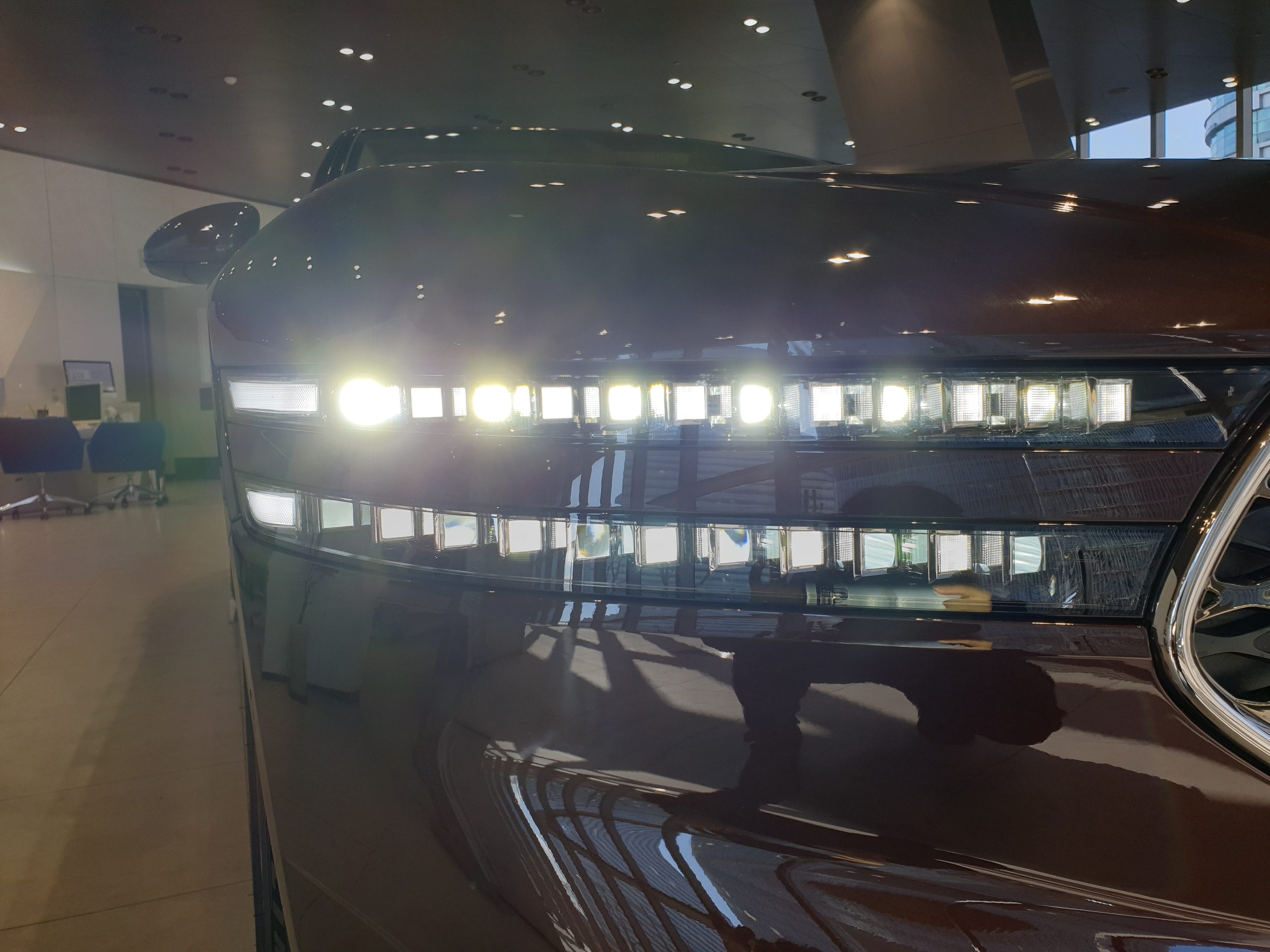
Genesis G90:MLA (Micro Lens Array) LED-Abblendlicht

Elektrisch gesteuerte LED-Scheinwerfer wurden Ende 2013 eingeführt: ein Scheinwerfer besteht aus mehreren LED-Modulen, wovon ein Teil separat angesteuert werden kann, wodurch die Fahrbahn automatisch mit angepasster Lichtverteilung und Lichtweite ausgeleuchtet werden kann, ohne dabei den Gegenverkehr zu blenden. Gesteuert werden die Scheinwerfer über eine Kamera, die hinter der Frontscheibe angebracht ist. Steuergeräte erzeugen daraus die Leuchtgeometrie. Das aktive Kurvenlicht kann dadurch vorausschauend arbeiten. Ein sogenanntes Kreisverkehrlicht kann anhand von Daten aus dem Navigationsgerät Kreisverkehre erkennen und den Lichtkegel entsprechend anpassen. Beispiele: Audi Matrix LED, Mercedes-Benz Multibeam-LED ab 2014.
Seit 2012 werden Voll-LED-Scheinwerfer aber auch zunehmend in der Kompaktklasse wie beispielsweise im Seat Leon III, Audi A3 8V oder Opel Astra K als Sonderausstattung angeboten.

#### Marktanteil
Trotz der neuen Möglichkeiten im Bereich der LED-Technik – beispielsweise im Design – hatten das 1991 eingeführte Xenonlicht (mit 38 %) und Halogen-Scheinwerfer 2016 weiterhin einen hohen Anteil an den Neuzulassungen. Neben der Verringerung der thermischen Verlustleistung der Hochleistungs-LEDs wird von Herstellern an Lösungen ohne aktive Kühlung gearbeitet.

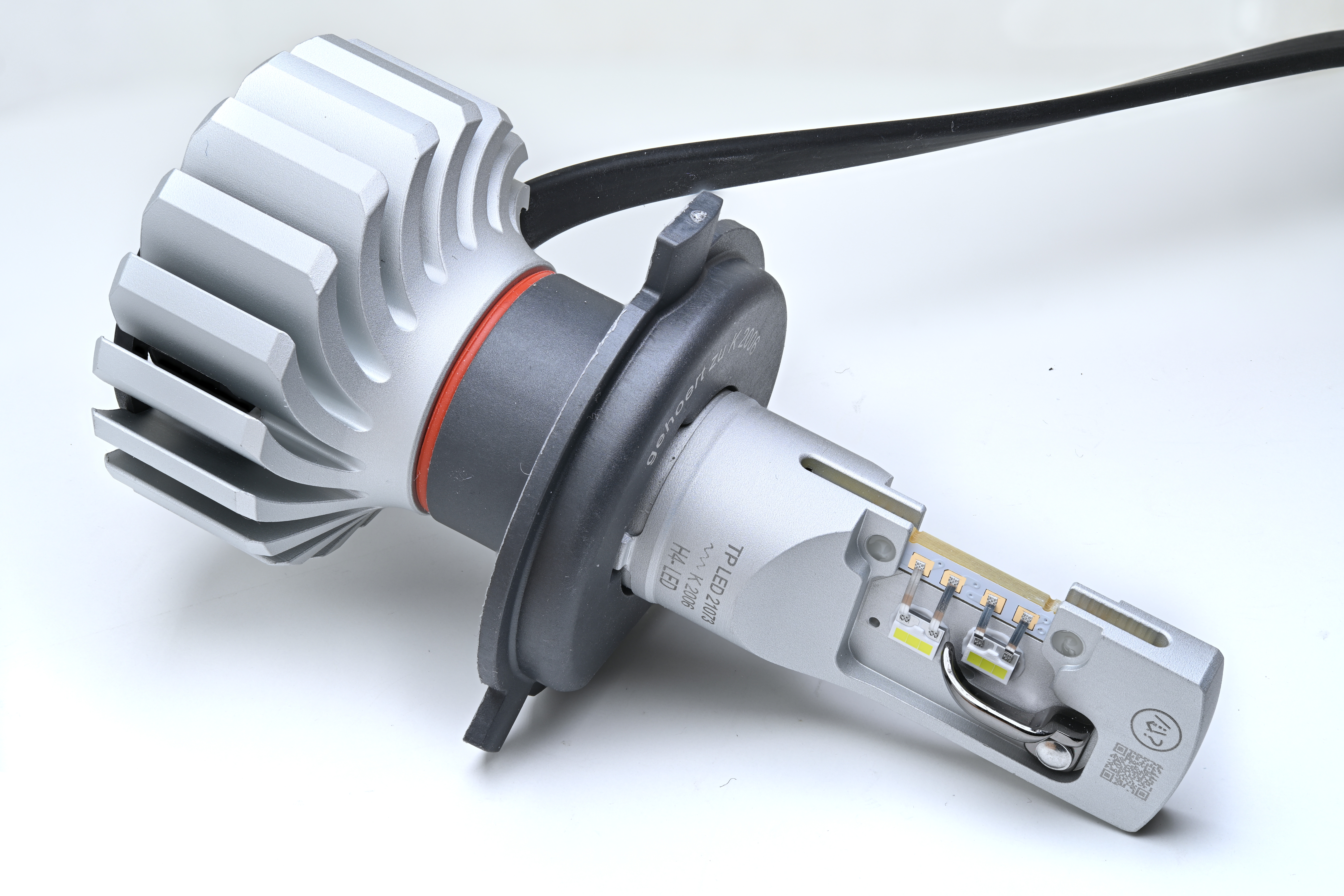
Für diverse PKW in Deutschland zulässiges H4-LED-Retrofit-Leuchtmittel

Der Austausch der weit verbreiteten Halogenlampen in Autoscheinwerfern durch LED-Retrofits ist in Europa verboten. In Deutschland, Österreich und der Schweiz ist die Verwendung von Retrofit-LEDs der Hersteller Osram und Philips nach Typprüfung der Originalscheinwerfer jedoch zulässig. Die Kompatibilitätslisten werden von den Herstellern laufend erweitert. Mittlerweile sind H7- und H4-LED-Leuchtmittel für über 300 Modelle verwendbar, auch für Young und Oldtimer. 2017 zeigte eine ADAC-Studie viele Vorteile – besonders für die Verkehrssicherheit. Geprüft wurden LED-Modelle von Osram, Philips, Nighteye und Ring in H4-/H7-Scheinwerfern.

### Motorräder
Ab März 2011 wurden LED mit passivem Kühlkörper in einem Zusatzscheinwerfer erstmals bei einem Motorrad, dem BMW R 1200 GS (K25) und dem BMW K 1600 GT, eingesetzt. Seit dem Modelljahr 2013 führt BMW in der BMW R 1200 GS (K50) erstmals auch einen Hauptscheinwerfer mit LED in der Aufpreisliste. Dieser Scheinwerfer wird mittels eines Lüfters aktiv gekühlt. Seit 2017 bietet der passiv gekühlte J.-W.-Speaker-Scheinwerfer mittels Lagesensoren adaptives Kurvenlicht für Motorräder. Voll-LED-Scheinwerfer kamen ab 2015 allmählich auch serienmäßig für Motorräder in den Handel, u. a. im Honda CRF 1000L Africa Twin, Multistrada 1200 und BMW R 1250 GS. Neben anderem schreibt der Gesetzgeber nicht auswechselbare LEDs in einem verklebten Gehäuse vor. Sie müssen manipulationssicher nach ECE-Regelung R 87 sein.

### Eisenbahnfahrzeuge

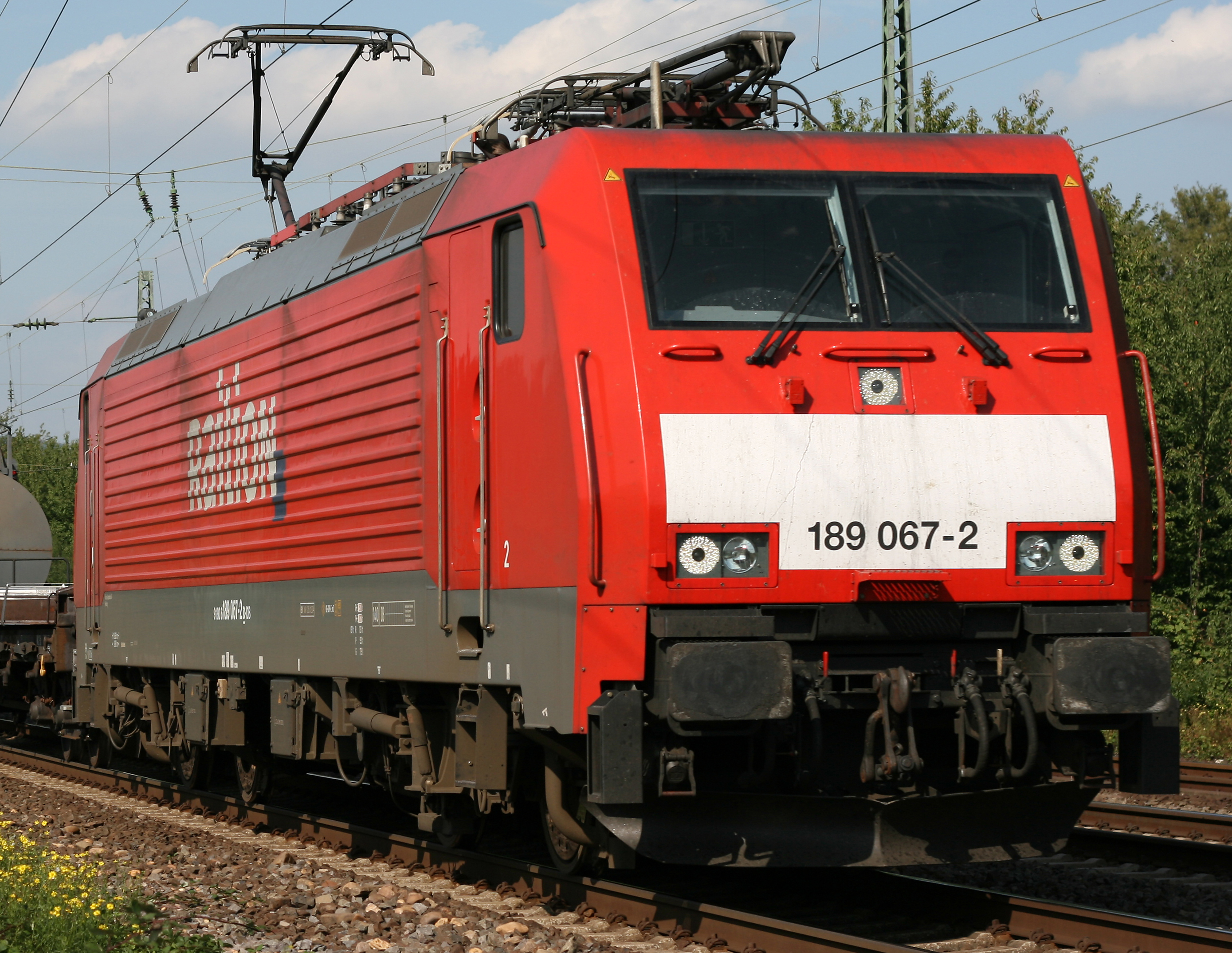
Lokomotive Baureihe 189 mit LED-Scheinwerfern

Die Lokomotive 101 047 wurde im Dezember 2009 mit LED-Signalleuchten und einer Signalleuchtenheizung ausgerüstet. An diesem Versuchsträger soll getestet werden, ob die Umrüstung für alle Lokomotiven dieser Baureihe wirtschaftlich ist. Das UIC-Spitzensignal in LED-Technik ist bereits aus anderen Baureihen bekannt und wird bei der Baureihe 101 mit warmweißen LEDs bestückt, die den aktuellen Stand der LED-Technik darstellen. Neu ist die Verwendung von LEDs für den Fernscheinwerfer, die weltweit erstmals in der Schienenfahrzeugtechnik Anwendung findet. Damit die Signalleuchten auch bei Schneefall und Eisbildung sichtbar bleiben, wurde diese Lokomotive mit einer temperaturgesteuerten Signalleuchtenheizung ausgestattet.
Die unterschiedlichen Beleuchtungsvorschriften in der EU machen es nötig, für länderübergreifende Mehrsystemfahrzeuge auf begrenztem Raum eine möglichst große Anzahl von Farben und Helligkeiten erzeugen zu können. Auf einer Platine lassen sich viele verschiedenfarbige LEDs unterbringen und auch dimmen. Das wird z. B. bei der Siemens ES64F4 angewandt.
Weitere mit LED-Scheinwerfern ausgerüstete Lokomotiven sind die ÖBB 1144 sowie die neue Mariazeller Bahn „Die Himmelstreppe“.

### Fahrräder

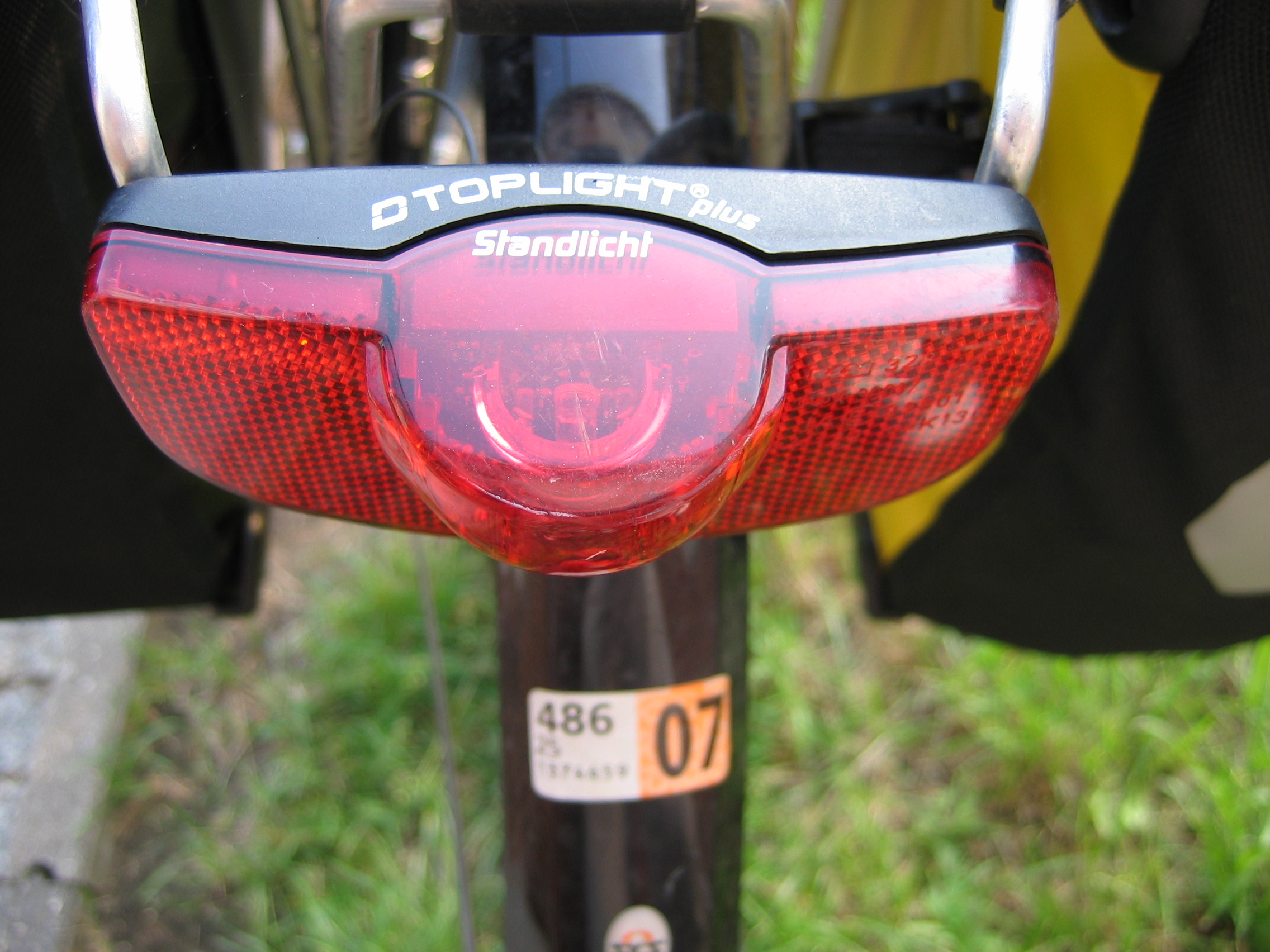
Fahrradrücklicht mit Leuchtdioden und Standlicht-Energieversorgung durch Doppelschicht-Kondensator

LEDs wurden an Fahrradscheinwerfer zunächst zusätzlich zur Glühlampe für das Standlicht verwendet. Seit 2007 sind LED-Scheinwerfer für die Fahrradbeleuchtung erhältlich. Möglich gemacht hat das die Verfügbarkeit weißer LEDs mit 3 W Leistung. Mit ihnen ist die Lichtausbeute höher als diejenige guter Halogenscheinwerfer. Die meisten Fahrrad-LED-Scheinwerfer verwenden einen Freiformreflektor zur Formung der Lichtverteilung.
Fahrradscheinwerfer mit rotationssymmetrischer Optik sind für den Straßenverkehr untauglich und werden hauptsächlich an Mountainbikes benutzt.

#### Standlicht und Tagfahrlicht
Bei vielen LED-Scheinwerfern übernimmt die Scheinwerfer-LED zusätzlich die Funktion eines Standlichtes. Liefert der Dynamo keine Energie, so wird die LED einige Minuten lang von einem Doppelschichtkondensator gespeist, der während der Fahrt aufgeladen wird; das Standlicht hat eine deutlich verringerte Helligkeit. Einige LED-Scheinwerfer haben eine zusätzliche LED für ein Tagfahrlicht, welches eine andere Helligkeit als das Nachtfahrlicht hat.

#### Gesetzliche Anforderungen
Die gesetzlichen Anforderungen in Deutschland regeln die StVZO § 67 und die TA 23. So muss seit 2006 die Lichtleistung im Kernausleuchtungsbereich mindestens 10 Lux betragen. Auch die Lichtverteilung ist in der TA 23 festgelegt. Sie soll eine gute Ausleuchtung der Fahrbahn gewährleisten, ohne dass Gegenverkehr geblendet wird. Die elektrische Leistung zugelassener Beleuchtungsanlagen muss mindestens 3 W betragen, wobei 2,4 W auf die Frontleuchte entfallen (TA 4, Abs. 13). Die gängigen Naben- oder Seitendynamos haben eine Leistung von 3 W bei 0,5 Ampere; 6 Volt.

## LED-Scheinwerfer in Sportstätten
Seit dem Jahr 2014 kommen vermehrt auch LED-Flutlichtsysteme auf kommunalen Sportanlagen zum Einsatz. Die Flutlichtanlage der Allianz Arena in München bestand bis Sommer 2017 aus Halogen-Metalldampflampen und wurde mit LED-Scheinwerfern modernisiert, der Signal Iduna Park in Dortmund folgte in der Saison 2019/20. Den im Vergleich zu Natriumdampf-Hochdrucklampen höheren Investitionskosten bei der Anschaffung stehen niedrigere Betriebs- und Wartungskosten gegenüber. Die Investitionskosten für eine Flutlichtanlage mit Halogen-Metalldampflampen liegt für einen Fußballplatz mit Flutlicht der Beleuchtungsklasse III bei ca. 57.000 Euro, eine Installation mit LED-Flutlicht ist im Vergleich um ca. 30.000 Euro teurer und liegt bei 87.000 Euro. Bei einer Flutlichtanlage in deutschen Stadien sind LED-Flutlichtsysteme aktuell noch selten zu finden – anders als etwa in englischen.

## Vor- und Nachteile von LED-Scheinwerfern

### Vorteile
- lange Lebensdauer (bis zu ca. 50.000 Stunden, kein Totalausfall)
- hohe Energieeffizienz
- hohe mechanische Robustheit
- unterschiedliche, effizient ohne Filter erzeugte Lichtfarben möglich
- erweiterte Designmöglichkeiten aufgrund geringer Verlustleistung
- verzögerungsfreies Ein- und Ausschalten
- kein Lebensdauerverlust durch häufiges Ein- und Ausschalten
- Es wird nur ein sehr geringer Anteil an Ultraviolettstrahlung und keine Infrarotstrahlung erzeugt.
- hohe Effizienz im Teillastbetrieb (leicht höherer Wirkungsgrad als bei Volllast)
- LED-Scheinwerfer benötigen keine Schutzgläser gegen umherfliegende Glassplitter.

### Nachteile
- LED-Scheinwerfer haben im Vergleich mit anderen Scheinwerfern höhere Anschaffungskosten. Ein Grund dafür ist die technologisch aufwendige Herstellung der LED.
- Die Verlustwärme ist bei LED-Scheinwerfern schwierig abzuführen. Die Temperatur im LED-Kristall darf etwa 150 °C nicht übersteigen. Daher ist bei Außenleuchten und hoher Umgebungstemperatur ein großer Kühlkörper, teils mit aktiver Kühlung (Ventilator) notwendig.[15]
- LED-Scheinwerfer besitzen bei gleichem Lichtstrom wegen der Kühlung ein größeres Gehäuse als Glüh- oder Gasentladungslampen.
- Die Effizienz und auch die Lebensdauer von LEDs sinkt mit steigender Umgebungstemperatur.
- Eine Reihenschaltung von LED bedingt ein erhöhtes Ausfallrisiko des gesamten Stranges.
- LED-Scheinwerfer geben kaum Wärme nach vorne ab, daher können die Abdeckscheiben von PKW-Scheinwerfern im Winter leichter zufrieren als bei Glüh- oder Gasentladungslampen.